# Gonneville (Manche)
Gonneville település Franciaországban, Manche megyében. Lakosainak száma 879 fő (2018. január 1.). Gonneville Le Theil községgel határos.

## Népesség
A település népességének változása:
| Lakosok száma | 507  | 527  | 489  | 773  | 853  | 857  | 897  | 1620 | 891  | 879  |
|               | 1962 | 1968 | 1975 | 1990 | 1999 | 2008 | 2013 | 2016 | 2017 | 2018 |